# Raben und Krähen

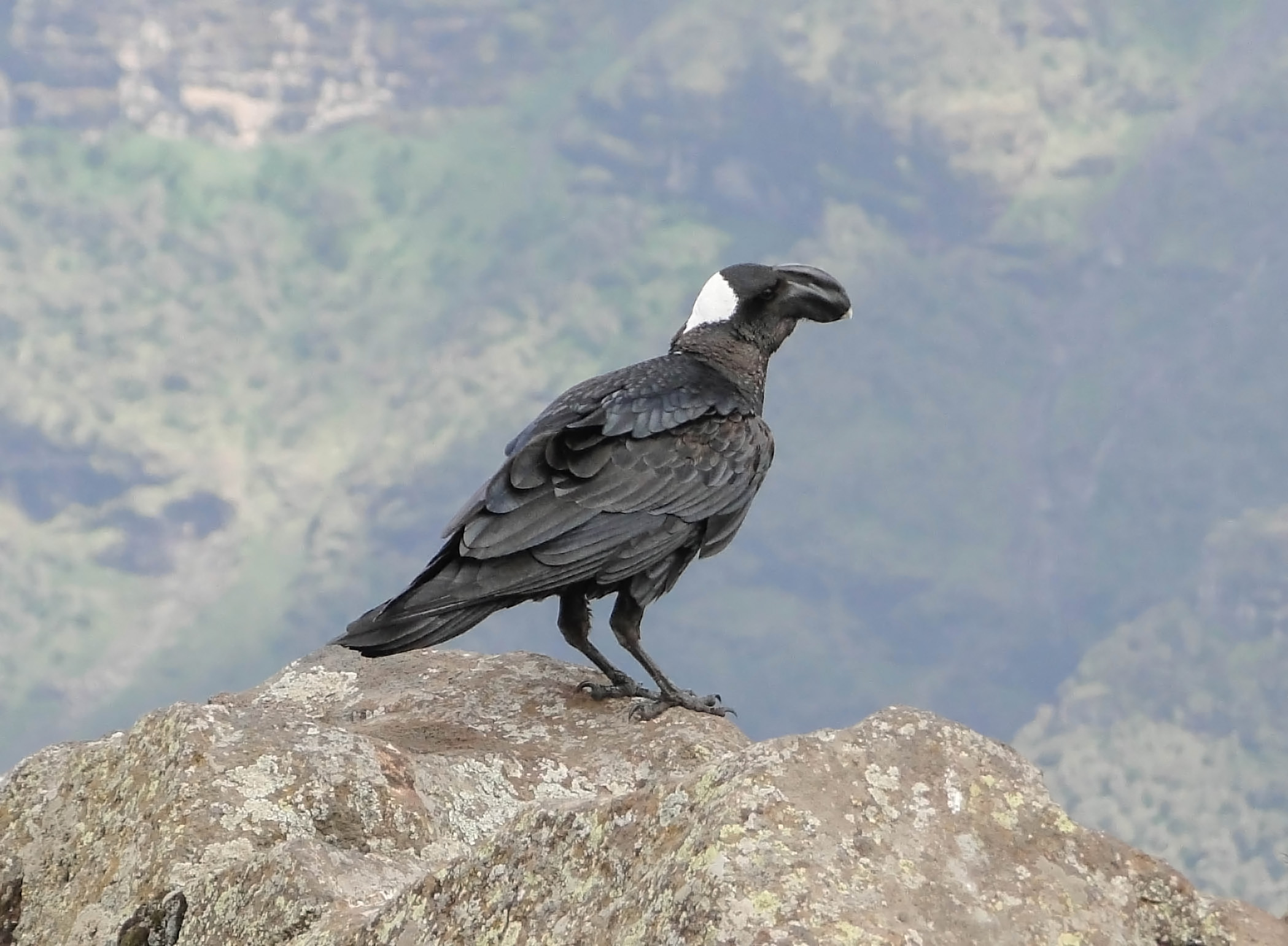
Erzrabe

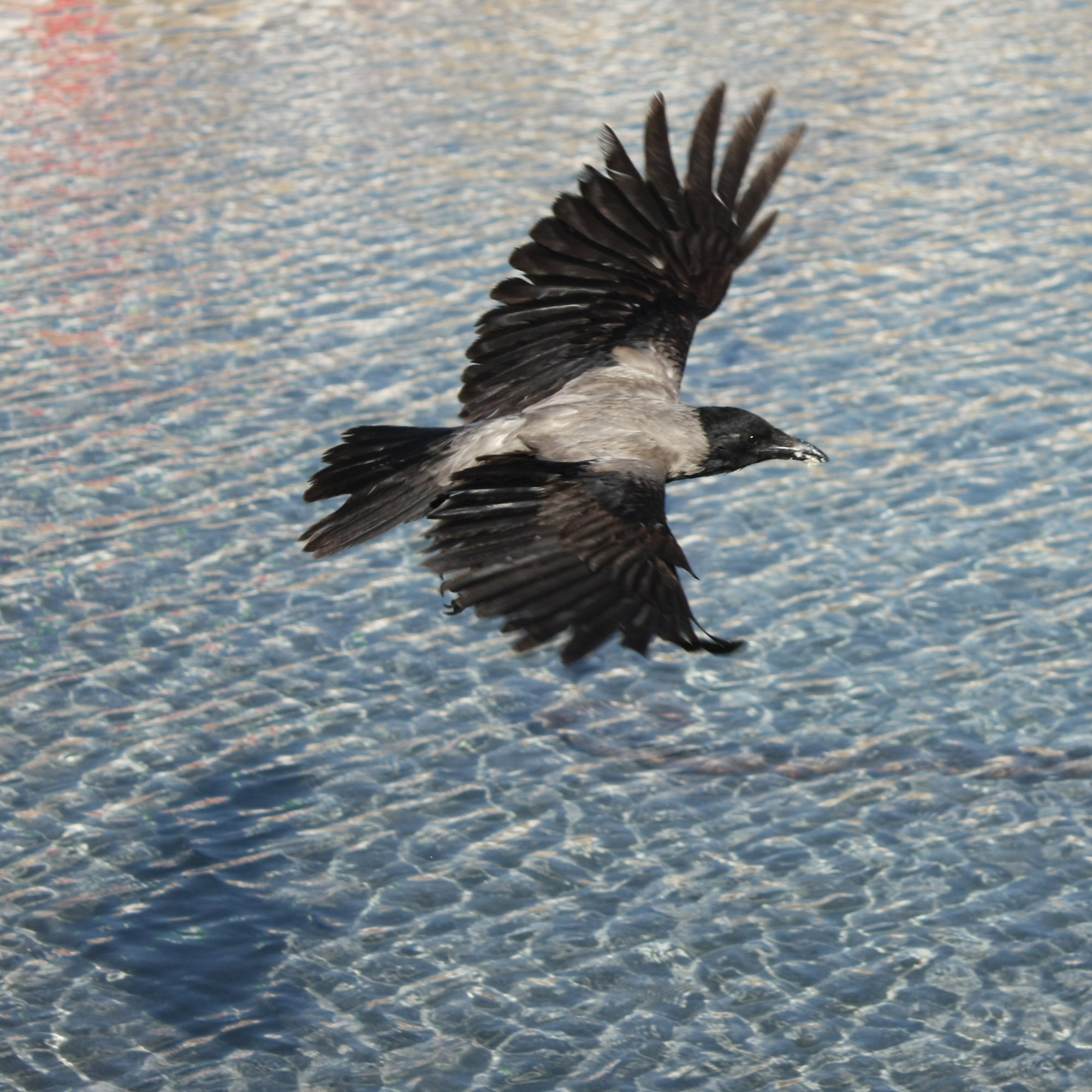
Fliegende Nebelkrähe

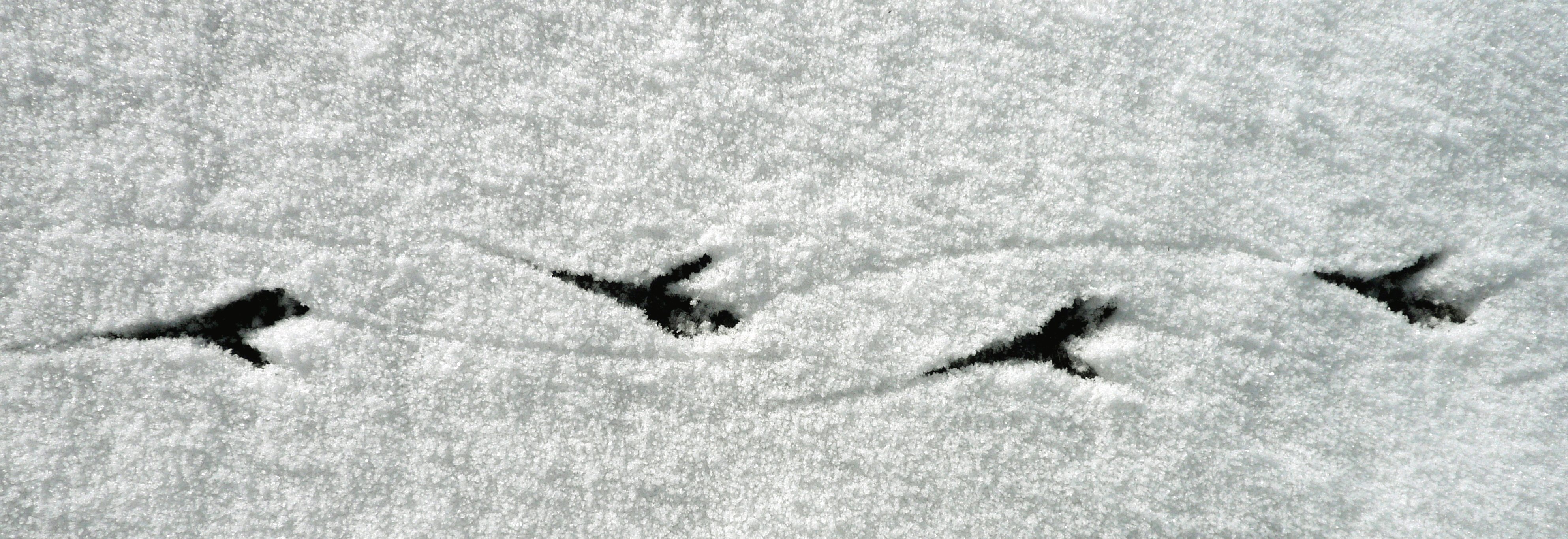
Spur einer Krähe im Schnee

Raben und Krähen bilden zusammen die Gattung Corvus in der Familie der Rabenvögel (Corvidae). Die größeren Vertreter werden als „Raben“, die kleineren als „Krähen“ bezeichnet. Hierbei handelt es sich jedoch nicht um eine taxonomische Einteilung. Die Gattung umfasst 42 Arten, die fast weltweit verbreitet sind und nur in Südamerika fehlen. In Europa kommen der Kolkrabe, die Rabenkrähe, die Nebelkrähe, die Saatkrähe und die Dohle vor. Als eingebürgertes Neozoon brütet zudem die Glanzkrähe seit Ende der 1990er Jahre in den Niederlanden.
Raben und Krähen zählen zu den größten Arten innerhalb der Ordnung der Sperlingsvögel: Die beiden größten Vertreter der Gattung sind der Erzrabe (Corvus crassirostris) und der Kolkrabe (Corvus corax), die jeweils eine Körperlänge zwischen 60 und 70 cm und ein Körpergewicht von bis zu 1,5 kg erreichen können und damit die größten Sperlingsvögel überhaupt sind.

## Etymologie
Die Bezeichnung Krähe ist in fast allen indogermanischen Sprachen ein lautmalerischer Name, der ihre typischen Lautäußerungen nachahmt: ahd. krâwa, mhd. krâ, kraeje, kreie oder krowe, altslawisch krâja.
Rabe (ahd. hraban, mhd. rabe) ist mit niederländisch raaf, englisch raven und altisländisch hrafn verwandt. Das Wort stammt von der lautmalerischen Wurzel ker, die scharrende oder kratzende Geräusche nachahmt; auch Harke und krächzen hängen damit zusammen. Der Rabe wurde also wie die Krähe als „Krächzer“ benannt.

## Merkmale
Raben und Krähen sind kräftig gebaute Vögel, ihre robusten Beine weisen lange Laufknochen auf. Die Vorderseite der Beine ist mit Hornschuppen bedeckt, während die Rückseite glatt ist. Viele Arten haben sehr lange und hoch gewölbte Schnäbel entwickelt, unter denen der des Erzraben mit Abstand der größte ist. Ein ausgeprägter Geschlechtsdimorphismus existiert weder bezogen auf das Gefieder noch auf die Größe. Zwar sind Weibchen einer Art meist etwas kleiner als die Männchen, zwischen weiblichen und männlichen Körpermaßen gibt es jedoch stets eine Überschneidung.
Grundsätzlich ist der gesamte Körper mit Ausnahme des Schnabels und der Beine vom Laufknochen abwärts befiedert. Nur bei einigen Arten sind auch kleine Teile des Gesichts unbefiedert. Wie für die gesamte Familie typisch, haben Raben und Krähen Nasalfedern, die den Oberschnabel bedecken. Sie sind allerdings unterschiedlich stark ausgeprägt: So bedecken sie beim Weißhalsraben (Corvus cryptoleucus) mehr als die Hälfte des Schnabels, während die nahe verwandte Saatkrähe (Corvus frugilegus) im Alterskleid überhaupt keine Schnabelbefiederung mehr aufweist.
Es dominieren graue bis schwarze Gefiedertöne, nur einige Arten haben weiße Abzeichen. Es gibt allerdings Ausnahmen: Die Greisenkrähe (Corvus tristis), eine als Jungvogel auffallend weiß-graue Krähe, verliert ihre hellen Federn erst im Alter fast völlig und erscheint dann einheitlich schwarz. Bei der Torreskrähe haben die Federn eine weiße Federbasis. Schwarz sind die Federn lediglich ab der Mitte. Bei lebenden Vögeln ist diese Federbasis sichtbar, wenn starker Wind die Federn auseinander bläst.

## Verbreitung und Lebensraum
Die Gattung Corvus ist fast weltweit verbreitet und fehlt nur in Südamerika, wo die Blauraben (Cyanocorax) ihre ökologische Nische einnehmen. Östlich der Wallace-Linie stellen sie die einzigen Rabenvögel dar. Corvus ist eine junge Gattung und breitete sich nicht nur in der gesamten Paläarktis aus, sondern stieß auch bis ins südliche Afrika und nach Australien vor, wo es zuvor keine Rabenvögel gegeben hatte. Daneben besiedelten sie auch die Subantarktis und erreichten selbst abgelegene Inseln wie den Hawaii-Archipel und Neuseeland.
Saisonales Wanderungsverhalten zeigen nur einige Arten der Nordhalbkugel, während die Arten der Tropen und Subtropen meist Stand- oder Strichvögel sind. Die Saatkrähenpopulationen der nördlichen Breiten ziehen beispielsweise im Winter regelmäßig nach Süden. In den letzten Jahrzehnten hat sich ihre Zugdistanz aber merklich verringert, was wohl auf ein verbessertes Nahrungsangebot in den Brutregionen zurückzuführen ist. Gleiches gilt für viele andere Arten der Rabenvögel, deren Zugverhalten eine Reaktion auf im Winter zurückgehende Nahrungsquellen ist. Der überwiegend fleischfressende Kolkrabe (Corvus corax) ist nicht auf saisonale Nahrung angewiesen und stößt deshalb nicht nur weiter nordwärts vor als alle anderen Arten, sondern kann auch im arktischen Winter an den Felsklippen Grönlands ausharren.
Raben und Krähen sind sehr anpassungsfähig und nutzen sehr unterschiedliche Lebensräume. Es finden sich in dieser Gattung sowohl Dschungel- wie Gebirgsbewohner als auch Felsen-, Höhlen- und Baumbrüter. Ihre Anpassungsfähigkeit ist auf eine fehlende Spezialisierung zurückzuführen. Da Raben und Krähen bei ihrer Nahrungswahl sehr anspruchslos sind und durch ihre Intelligenz auch an schwer zugängliche Nahrung kommen, können sie in einer Vielzahl verschiedener Lebensräume überleben. Einige Arten, die bereits früh in ihrer Entwicklungsgeschichte mit Menschen zusammentrafen, wurden dabei zu erfolgreichen Kulturfolgern. Die indische Glanzkrähe (Corvus splendens) ist dabei von allen Arten am weitesten gegangen: Sie hat ihr ursprüngliches Habitat vollständig aufgegeben und ist heute ausschließlich in der Nähe menschlicher Siedlungen anzutreffen, von wo sie sogar größere Raben und Krähen verdrängt.

## Intelligenz

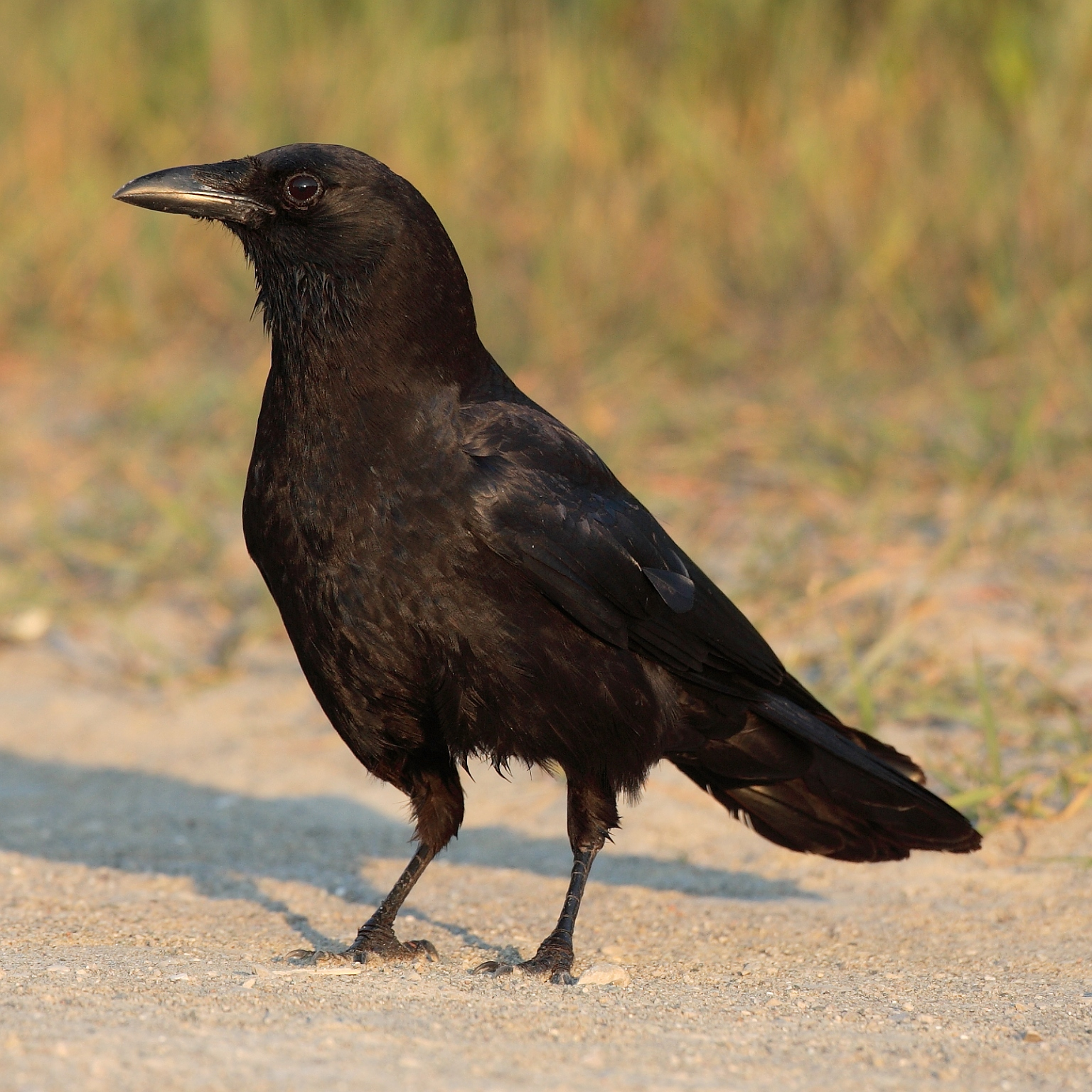
Amerikanerkrähe

Raben und Krähen zählen zu den intelligentesten Vögeln. Beispielsweise zeigen sie in Experimenten die Fähigkeit, komplexe Handlungen zu planen. Beim Verstecken von Futter zeigen sie sowohl große Merkleistungen als auch die Fähigkeit, sich in andere hineinzuversetzen. Ein Rabe scheint zu wissen, dass ein Futterversteck nur dann sicher ist, wenn er beim Verstecken nicht beobachtet wird. Zudem legen Raben ein erstaunliches Lernverhalten an den Tag (Herstellung von Werkzeug, Nutzen des Straßen- und Schienenverkehrs zum Knacken von Nüssen, Früchten und Steinen, wobei sie die von Autofahrern überfahrenen Nüsse ab der Ampel-Rotphase aufsammeln). Kurz nachdem das Verhalten bei einem Individuum festgestellt worden war, wurde es auch bei anderen Individuen in einem Radius von mehreren Kilometern um den Entdeckungsort herum beobachtet. Dies wird als Beweis für ein schnelles Lernvermögen interpretiert. Dass Krähen auf neue Glaskuppeln des umgebauten Parlamentsgebäudes in Wien Steine fallen ließen (und 3 Elemente beschädigten), wird als Testen ihrer Eignung zum Knacken von Nüssen gesehen. In der Grazer Volksgartenstraße war zu beobachten, dass Krähen Nüsse vor allem auf die Busspur fallen ließen, wo sie die geknackten Nüsse in Ruhe aufklauben können, während zwei benachbarte Spuren viel stärker von Fahrzeugen frequentiert wurden.
Ein Team um Heather Cornell an der University of Washington fand 2006 durch Experimente mit Masken heraus, dass die Amerikanerkrähen auf dem Campus der Universität in der Lage waren, sich Angreifer zu merken. Sie gaben dieses Wissen auch weiter. Im näheren Umfeld reagieren bereits nach zwei Wochen 60 % der Krähen auf die Maske des Angreifers. In einer darauf folgenden Studie konnte belegt werden, dass dieses Wissen um die Gefahr sogar an die Nachkommenschaft weitergegeben wurde. Die Krähen der nächsten Generation erkannten die ihnen eigentlich unbekannte Maske ebenfalls als Gefahr.
2012 fand Alex Taylor von der University of Auckland bei einem Experiment mit Neukaledonienkrähen heraus, dass die Vögel die Fähigkeit besitzen, bei einem beobachteten Phänomen auf eine versteckte Ursache zu schließen. Die Krähen stellten einen Zusammenhang her zwischen einem Stock, der sich scheinbar von selbst bewegte, und einem Menschen, der kurz darauf ein Versteck in der Nähe des Stocks verließ. Zuvor war vermutet worden, dass nur Menschen in der Lage sind, eine solche Schlussfolgerung zu ziehen.
Forscher des Max-Planck-Instituts für Ornithologie in Seewiesen haben 2014 erste Ergebnisse vorgestellt, die auf eine gewisse Kommunikationsfähigkeit der Raben durch Gesten hinweisen. Eine Studie aus dem Jahr 2020 bescheinigt Raben eine Intelligenz, die der von Menschenaffen gleichkommt.

## Nahrung

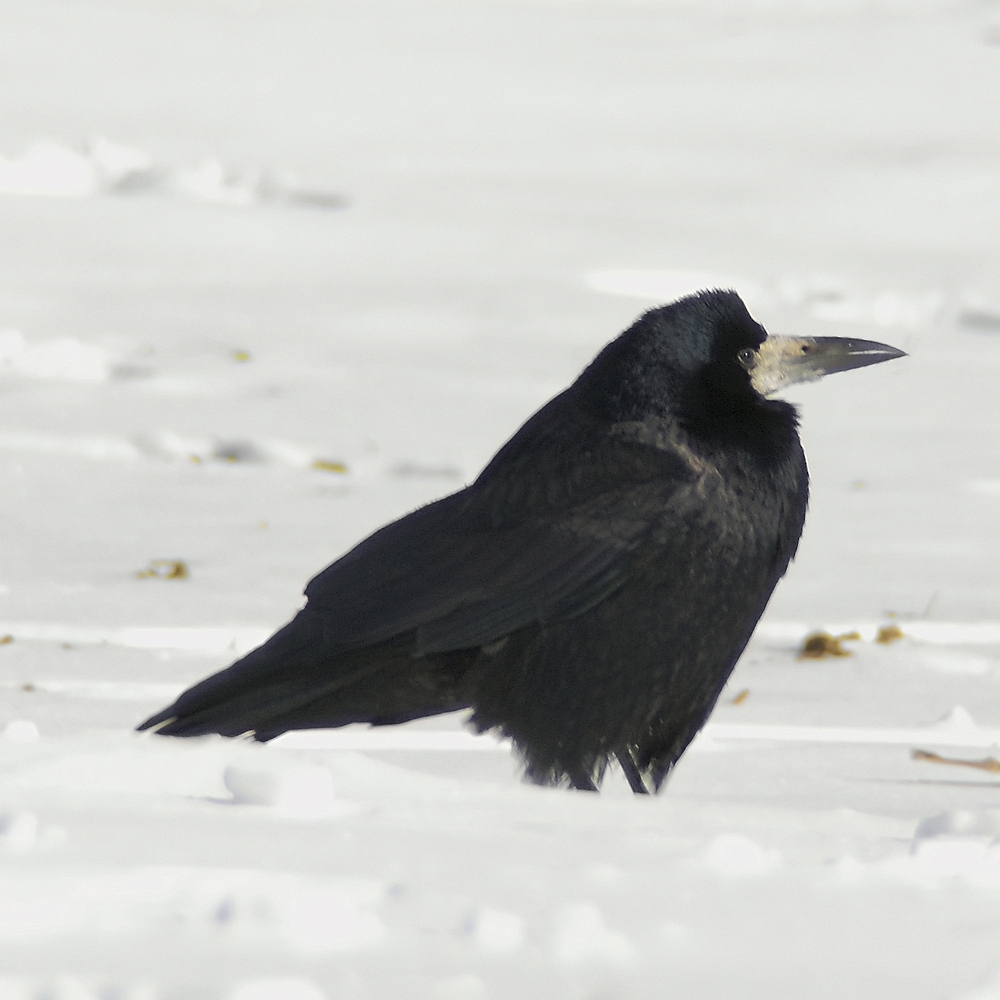
Saatkrähe

Raben und Krähen nutzen ein sehr vielseitiges Nahrungsspektrum, das sowohl tierische wie auch pflanzliche Kost umfasst. Allerdings sind nicht alle Arten gleichermaßen omnivor. Der Kolkrabe ist beispielsweise ein ausgeprägter Fleisch- und Aasfresser. Da Raben und Krähen opportunistisch bei der Nahrungssuche vorgehen und vorhandene oder ergiebige Nahrung bevorzugt nutzen, können regional und saisonal die Anteile bestimmter Futterquellen an der Nahrung schwanken. Zudem sind sie sehr neugierig und testen jedes ihnen unbekannte Objekt auf seine Verwertbarkeit. Darauf ist zurückzuführen, dass sich im Magen von Saatkrähen öfter Gummiringe finden, die von den Vögeln wegen ihrer Konsistenz für Fleischstücke gehalten wurden.
Raben und Krähen zeigen großen Einfallsreichtum, um an Nahrung zu gelangen. So sammeln sich Raben in einzelnen Regionen zur Zeit der Geburten von Schaflämmern rund um Schafsweiden, um gerade erst neugeborene Lämmer so schwer zu attackieren, dass diese noch lebend oder tot als Nahrungsquelle genutzt werden können. Die Muttertiere sind oft hilflos oder zu schwach, um ihre neugeborenen Lämmer zu schützen. Häufig sieht man Raben als Begleiter von Wölfen oder anderen Beutegreifern, um sich am Riss zu beteiligen oder zu stibitzen. Nebelkrähen in Finnland haben gelernt, die unbewachten Angelleinen von Eisfischern aus ihren Löchern zu ziehen, um dann den daran hängenden Fisch zu fressen. Geradschnabelkrähen, in deren Ernährung Bockkäferlarven eine große Rolle spielen, bearbeiten mit großer Sorgfalt zunächst Blattstiele, um dann die holzbewohnenden Larven so lange damit zu traktieren, bis sich diese in den Stiel verbeißen und von der Krähe aus ihren Fraßgängen gezogen werden können. In an Felsklippen brütenden Seevogelkolonien nutzen Kolkraben verschiedene Strategien, um an Eier und Jungvögel zu gelangen. So werden bei Ausfall von Brutpaaren in Lummenkolonien sofort die entstehenden Lücken genutzt. Der Kolkrabe landet in dieser Lücke und belästigt einen der direkt benachbarten Brutvögel so lang, bis dieser aufsteht und den Raben attackiert. Der Rabe weicht zurück. Wenn die Lumme daraufhin wieder auf ihr Nest zurückkehren will, packt der Rabe sie am Bein und zieht sie über die Nestkante. Dabei stürzen beide ab, der Rabe ist in der Luft jedoch agiler, fängt sich schneller und kann ein Ei oder Küken mit dem Schnabel greifen und wegfliegen. In ähnlicher Weise werden brütende Dreizehenmöwen attackiert, hier werfen Kolkraben Grasbüschel auf die Brutvögel, um diese vom Nest zu vertreiben. Kleptoparasitismus ist ebenfalls häufig zu beobachten. Amerikanerkrähen warten etwa darauf, dass Grauhörnchen Futter aus einem für die Krähen unzugänglichen Mülleimer holen, um es ihnen anschließend abzujagen. Schwärme von Raben und Krähen können größere Greifvögel von Kadavern vertreiben oder lenken sie gemeinschaftlich ab, um ihnen Beutebrocken zu entwenden.

## Evolution
Auch in der Evolution der Rabenvögel scheint es interessante Aspekte zu geben. So ermittelte die Washington Universität aufgrund der mtDNA von Raben, dass sich die eurasisch-nordamerikanischen sogenannten Holarctic-Raben vor mehr als 2 Millionen Jahren von den sogenannten Chihuahua-Raben trennten, die sich in Mittel- und Südamerika verbreiteten.
Eine Unterart des Chihuahua-Raben, nämlich der sogenannte California-Rabe, vermischte sich jedoch vor etwa 10.000 Jahren wieder mit dem Eurasischen Raben, wodurch der heutige Kolkrabe entstanden sein soll, der praktisch den Holarctic-Raben ersetzte und heute über die gesamte Nordhalbkugel verbreitet ist. Damit erbrachten die Forscher erstmals den Beweis einer Rückwärtigen Evolution, d. h., dass eine sehr viel ältere Form durch Hybridisierung zur Entwicklung einer neuen Art führte. Etwas Ähnliches unterstellt man auch beim Wisent, der während des letzten Eiszeithochs aus einem Hybrid des eurasischem Bisons und dem Auerochsen entstanden sein soll und den eurasischen Bison ersetzte, weshalb man Felszeichnungen mit zwei Formen von Bisons jeweils mit kurzen oder langen Hörnern findet. Die Forscher der Washington Universität ziehen hier einen Vergleich zum Neandertaler, dessen Erbgut durch Hybride in den Genpool des modernen Menschen gelangte. Sie halten diese Umkehrung der Artenbildung für einen bisher unterschätzten Prozess bei der Herausbildung neuer Arten.

## Lebenserwartung
Raben und Krähen können ein hohes Lebensalter erreichen. Für die einzelnen Arten sind die folgenden Höchstalter nachgewiesen:
- Saatkrähe: 20 Jahre
- Rabenkrähe: 19 Jahre
- Kolkrabe: 28 Jahre
- Neuhollandkrähe: 27 Jahre
- Torreskrähe: 20 Jahre

## Mythologie und kulturelle Rezeption

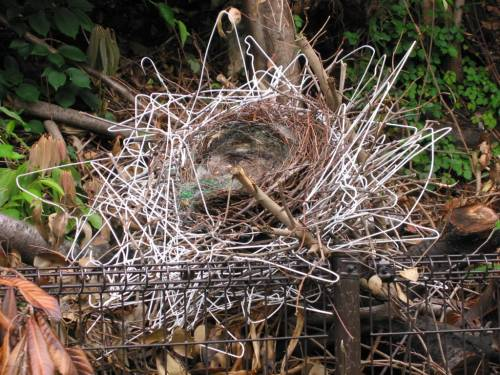
Krähennest aus Kleiderbügeln in Tokio

Die auffälligen Krähen und Raben spielen weltweit eine Rolle in Sagen und Märchen. Demnach haben alte Götter und Könige ihre Weisheit, Intelligenz und Flugfähigkeit genutzt. Parallel dazu spielen diese Vögel auch eine Rolle im Volks- und Aberglauben. In vielen Märchen zum Beispiel ist häufig vom weisen Wanderer „röiven“ (altdeutsch) die Rede, welcher verirrten Wandersleuten den richtigen Weg weist (und oft ein paar Tipps mit auf die Reise gibt). Bekannt sind die Grimmschen Märchen Die sieben Raben und auch Die Rabe.
In der nordischen Mythologie symbolisiert der Rabe die Weisheit, der Gott Odin hatte stets die beiden Kolkraben Hugin und Munin bei sich, die auf seinen Schultern saßen und ihm berichteten, was auf der Welt vor sich ging. König Artus soll in einen Raben verwandelt worden sein. Dem griechischen Gott Apollon waren die Raben heilig (siehe Koronis). In der Erzählung von der Sintflut lässt Noah einen Raben fliegen (Gen 8,6-7 ). Der Prophet Elija wird laut der Bibel während einer Hungerzeit von Raben versorgt (1 Kön 17,6 ). In der babylonischen Version des Sintflut-Mythos, dem Atraḫasis-Epos, sandte Atraḫasis nach dem Ende des Regens drei Vögel aus: Eine Taube, eine Schwalbe und einen Raben. Der Rabe kehrte nicht zurück, darum wusste Atraḫasis, dass das Land wieder begehbar war. Sowohl in der jüdisch-christlichen als auch in der älteren babylonischen Version ist die Erde nach der Sintflut „gefallen“, was zum schlechten Image des Raben als Unglücksvogel beitrug. Mit der Christianisierung galt der Rabe in Europa aufgrund seiner mythologischen Bedeutung bei den Vorgängerkulten (etwa als Wotansvogel, Schlachtenlenker und Jagdbegleiter) zunehmend als ein dämonisches Wesen bzw. böses Tier, das als Aasfresser den Teufel begleitete und als Unglücksrabe z. B. in Pestzeiten Schaden ankündigte. Die Annahme einer Verbindung des Raben mit dem Teufel geht vor allem auf die Kirchenväter zurück. Die Leichen von Erhängten wurden im Mittelalter, in dem der Rabe ebenso wie die Saat- bzw. Rabenkrähe eine ambivalente Deutung erfuhr, und auch später häufig nicht beerdigt; so wurde der Rabe sogar zum Galgenvogel. Andererseits spielt der handzahme, anhängliche und sprechende Rabe auch eine Rolle als Haustier.
Der ehemalige Melker Abt Burkhard Ellegast (1931–2022) nannte seine Biografie „Der Weg des Raben“, weil er diesen Vogel sehr schätzte, und, einem seiner Lebensmotto war jenes, „Mach es anders!“, er von diesem Vogel etwas Besonderes gelernt hatte, und weil dieser Vogel „Der Rabe“ ihn sein Leben lang begleitete.
Eine große Rolle spielt der Rabe auch in nordamerikanischen Indianer- und Inuit-Märchen, in denen er im Gegensatz zu westafrikanischen Märchen eine positive Rolle spielt. In Indien begleiten Krähen die Göttin Kali. In christlichen Sagen ist die Krähe der Bote des Heiligen Oswald, und zwei Raben haben die Mörder des Meinrad von Einsiedeln verfolgt und vor Gericht geführt.
Bis in die Gegenwart hinein sind Raben und Krähen häufig zu findende Symbole in Literatur, Film und Lebensart. Beispiele sind Gedichte und Filme mit Raben oder Krähen als Protagonisten oder zumindest wesentliches Gestaltungselement. So ist wohl eines der bekanntesten Gedichte im englischen Sprachraum Der Rabe des amerikanischen Schriftstellers Edgar Allan Poe. Der deutsche Schriftsteller Wilhelm Raabe ließ sich durch Poes Gedicht in seinem Roman Das Odfeld zur in ihm stattfindenden Rabenschlacht inspirieren. Auch Wilhelm Busch verewigte literarisch in seiner Bildergeschichte Hans Huckebein, der Unglücksrabe die Gestalt eines Raben. Hexen und Zauberer vermögen sich u. a. auch in Krähen zu verwandeln, ein Motiv, das der Kinderbuchautor Otfried Preußler ausführlich in seinem Buch Krabat aufgegriffen hat, ebenso die Macher des Fernseh-Märchens Der Zauberrabe Rumburak. Auch das Kinderbuch Der kleine Rabe Socke handelt von einem Raben oder Comics wie The Crow. In der Popmusik geben sich Bands Namen wie z. B. Corvus Corax. Die Bezeichnung Unglücksrabe steht für einen Menschen, der fortwährend Pech hat. Wilhelm Müller lässt in seinem Zyklus „Winterreise“ von 1824, vertont im gleichnamigem Liederzyklus, D. 911, von Franz Schubert im Jahre 1827, eine Krähe den Reisenden verfolgen.

## Arten
- Raben und Krähen (Corvus)

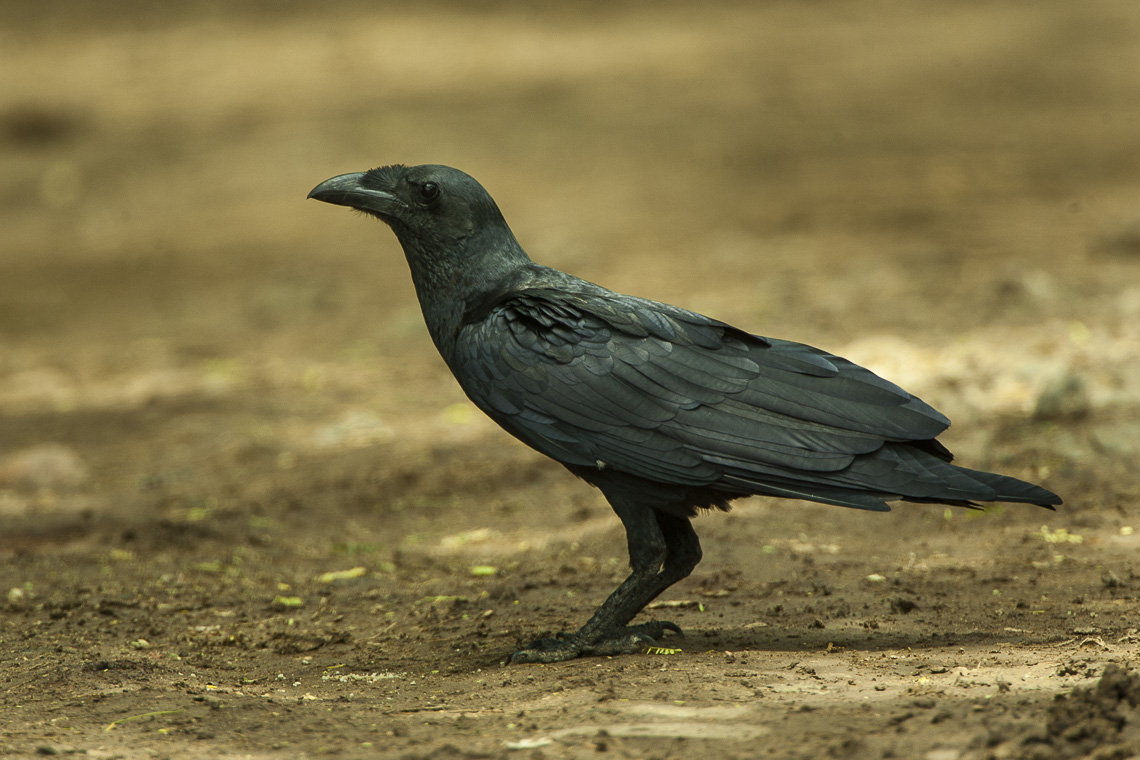
Borstenrabe, Kenia

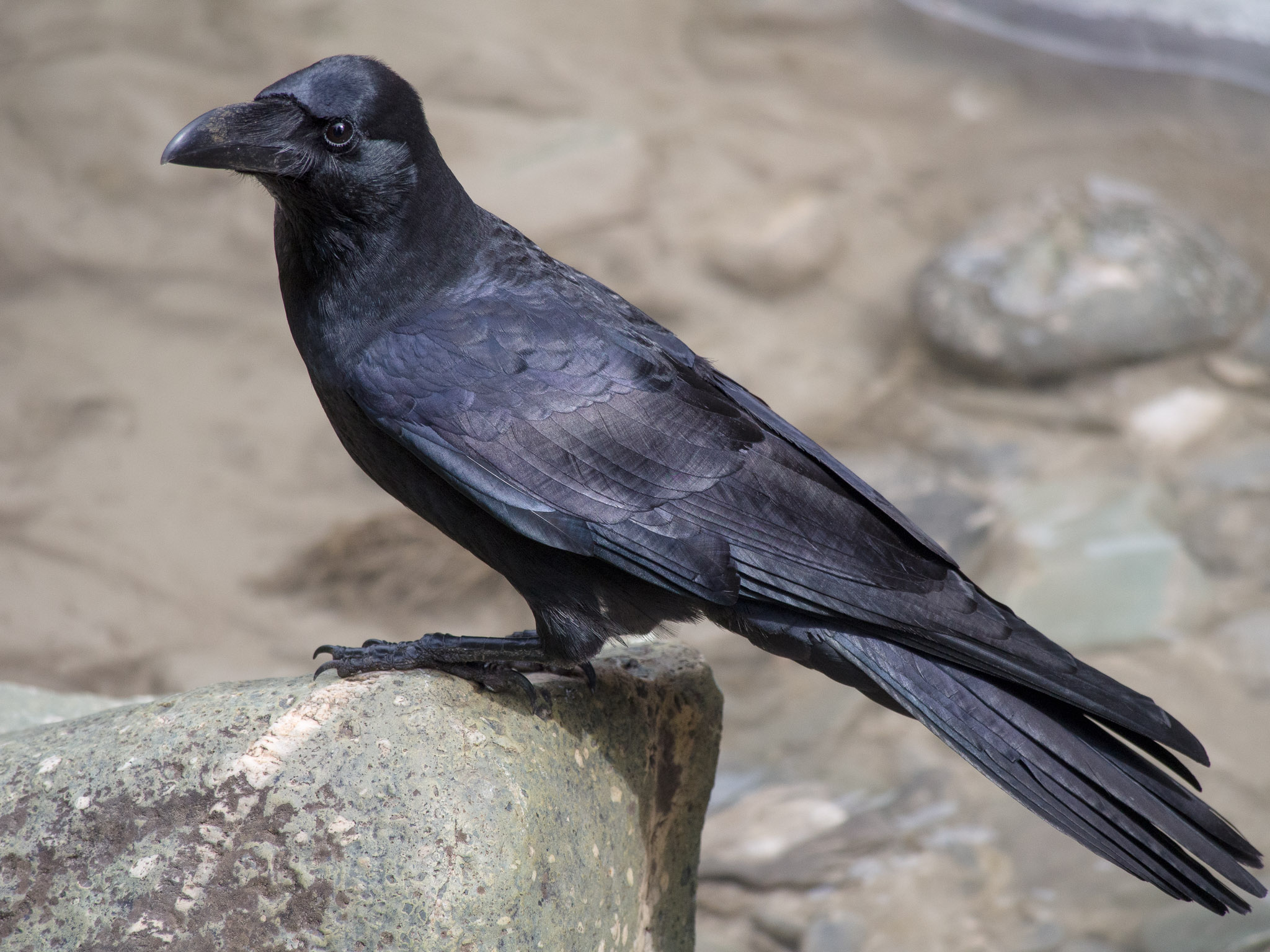
Dickschnabelkrähe

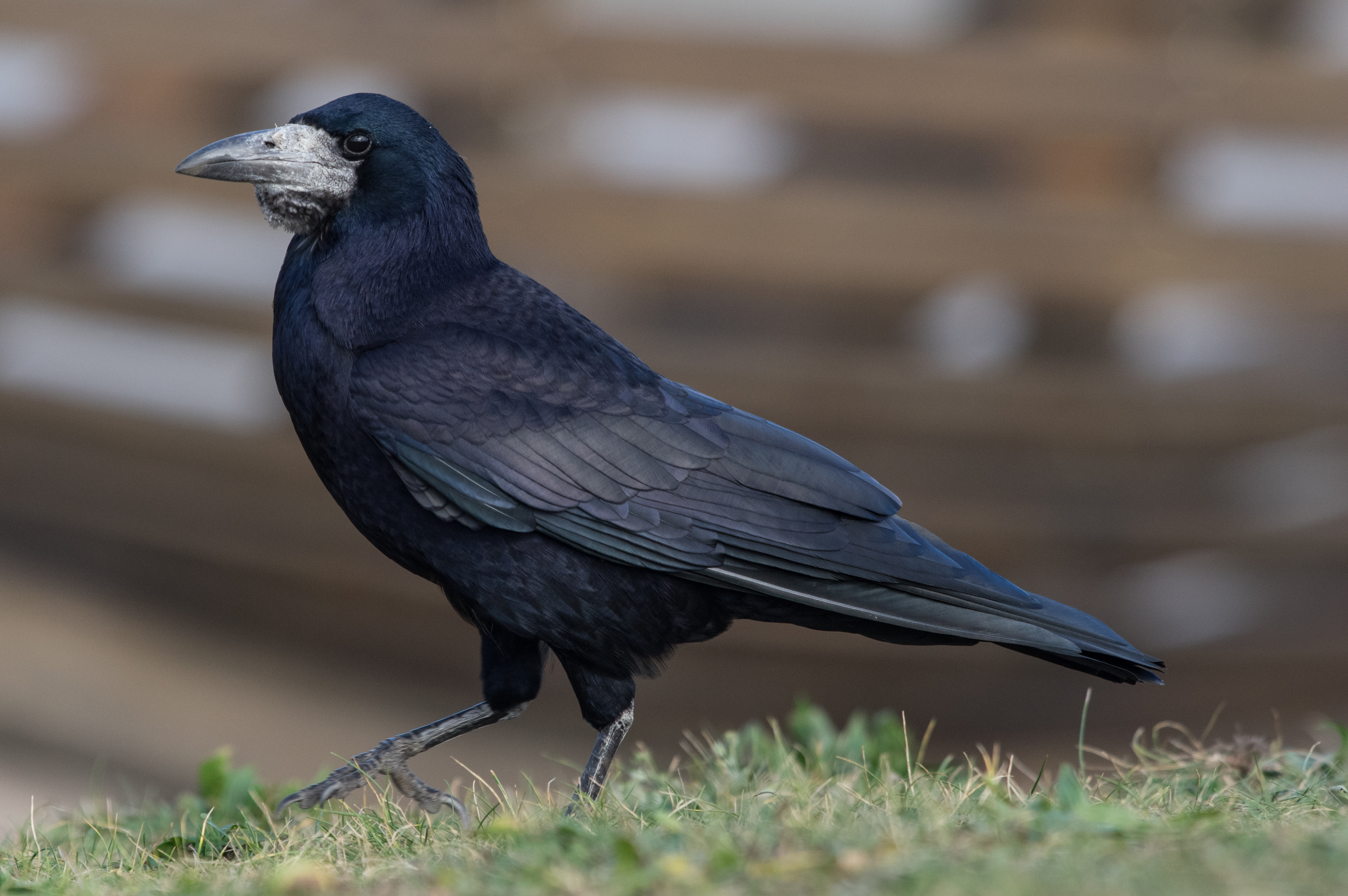
Saatkrähe

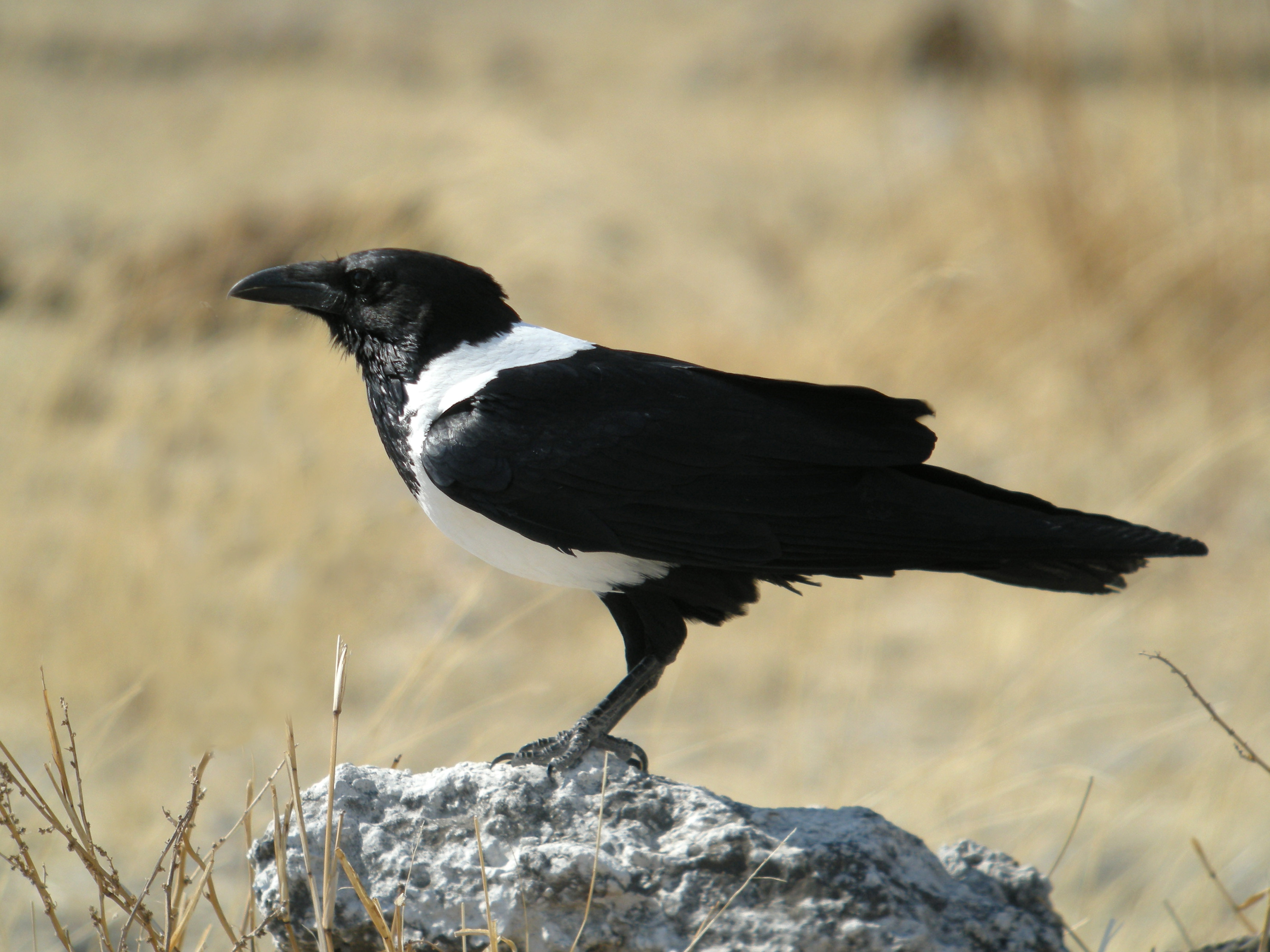
Schildrabe in Namibia

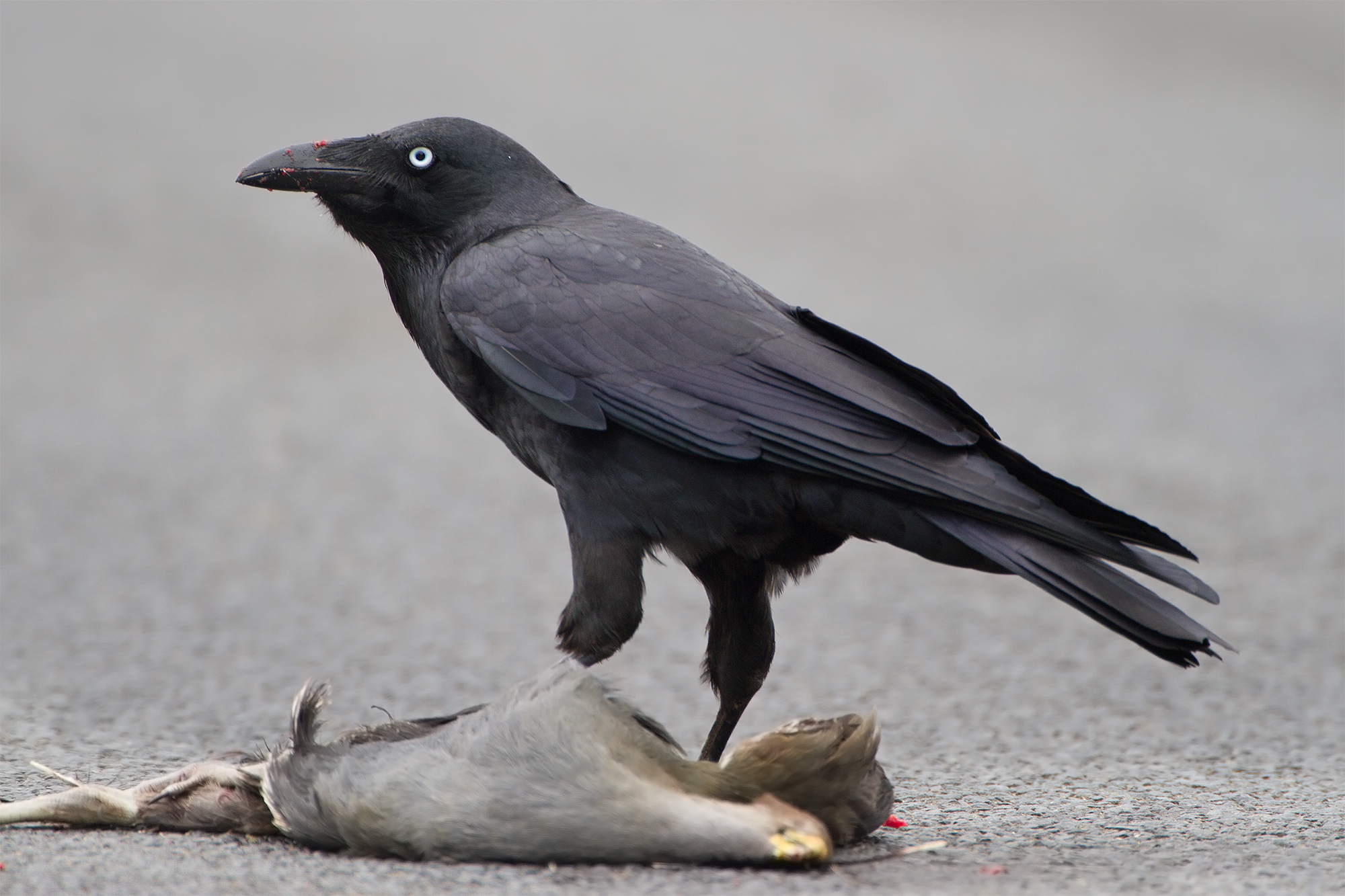
Tasmankrähe

  - Amerikanerkrähe (C. brachyrhynchos)
  - Antillenkrähe (C. leucognaphalus)
  - Banggaikrähe (C. unicolor)
  - Bennettkrähe (C. bennetti)
  - Borstenrabe (C. rhipidurus)
  - Bougainvillekrähe (C. meeki)
  - Braunkopfkrähe (C. fuscicapillus)
  - Buntschnabelkrähe (C. woodfordi)
  - Celebeskrähe (C. typicus)
  - Chathamrabe (C. moriorum) †
  - Dickschnabelkrähe (C. macrorhynchos)
  - Dohle (C. monedula)
  - Elsterdohle (C. dauuricus)
  - Erzrabe (C. crassirostris)
  - Fischkrähe (C. ossifragus)
  - Floreskrähe (C. florensis)
  - Geierrabe (C. albicollis)
  - Geradschnabelkrähe (C. moneduloides)
  - Gesellschaftskrähe (C. mellori)
  - Glanzkrähe (C. splendens)
  - Greisenkrähe (C. tristis)
  - Guamkrähe (C. kubaryi)
  - Hawaiikrähe (C. hawaiiensis)
  - Heinrothkrähe (C. insularis)
  - Jamaikakrähe (C. jamaicensis)
  - Kapkrähe (C. capensis)
  - Kolkrabe (Corvus corax)
  - Kubakrähe (C. nasicus)
  - Maorikrähe (C. antipodum) †
  - Mexikanerkrähe (C. imparatus)
  - Molukkenkrähe (C. validus)
  - Nebelkrähe (C. cornix)
  - Neuhollandkrähe (C. coronoides)
  - Palmenkrähe (C. palmarum)
  - Puerto-Rico-Krähe (C. pumilis) †
  - Rabenkrähe (Corvus corone)
  - Saatkrähe (C. frugilegus)
  - Torreskrähe (C. orru)
  - Schildrabe (C. albus)
  - Seramkrähe (C. violaceus)
  - Sinaloakrähe (C. sinaloae)
  - Sundakrähe (C. enca)
  - Sundkrähe (C. caurinus)
  - Tasmankrähe (C. tasmanicus)
  - Weißhalsrabe (C. cryptoleucus)
  - Wüstenrabe (C. ruficollis)
  - Corvus impluviatus †
  - Corvus viriosus †